# باشگاه گلف شینوکاک هیلز
باشگاه گلف شینکهک هیلز (به انگلیسی: Shinnecock Hills Golf Club) یک باشگاه گلف ممتاز است که در درهٔ شینوکاک هیلز در نزدیکی شهر ساوت‌همپتون در لانگ آیلند، نیویورک، بین خلیج پکون و اقیانوس اطلس واقع شده‌است. این باشگاه یکی از قدیمی‌ترین باشگاه‌های گلف در ایالات متحده و از اعضای مؤسس انجمن گلف ایالات متحده است. باشگاه گلف شینکهک هیلز تاکنون میزبان چندین رویداد مهم گلف، از جمله میزبانی پنج دوره از U.S. Opens بوده‌است.
از باشگاه گلف شینکهک هیلز به عنوان یکی از برترین زمین‌های گلف در ایالات متحده یاد می‌شود.